# Пупилло, Массимо
Ма́ссимо Пупилло — итальянский кинорежиссёр, сценарист и продюсер. Известен также под псевдонимами Макс Хантер (Max Hunter) и Ральф Цукер (Ralph Zucker).

## Карьера в кино
Кинокарьера Массимо Пупилло началась во Франции с его работы помощником режиссёра Марселя Паньоля при съёмках фильма Жена булочника 1938 года. В дальнейшем, также продолжая работать вместе с Паньолем, Пупилло возвращается в Италию, где приобретает некоторую известность работая над короткометражными и документальными фильмами. Первым фильмом в жанре фильма ужасов для Пупилло стал фильм 1965 года Кровавая бездна ужаса, в котором главную роль исполнил Микки Харгитей — бывший культурист и известный актёр в жанре пеплумов. По сюжету фильма Харгитей исполнял роль бывшего актёра, живущего в большом замке и уделяющего немало времени любованию своим атлетическим телом. В это время вокруг его замка производством съёмок занимается группа людей, состоящая из мужчин и женщин. Герой Харгитея мучает и подвергает пыткам женщин из съёмочной группы. В этом же году выходит ещё один фильм ужасов — чёрно-белый Пять могил для медиума с Барбарой Стил в главной роли. По сюжету фильма вдова убитого алхимика, который, к тому же, занимался чёрной магией, сталкивается с проявлениями сверхъестественного — убитый муж нашёл способ отомстить за своё убийство, вызвав к жизни мертвецов.
В 1965 году следует ещё один фильм Пупилло — готический фильм ужасов с элементами эротики Месть леди Морган. Фильм рассказывал о мести призрака убитой Морган своим убийцам. Однако Морган влюбляется в одного из них. После указанного фильма Пупилло перестал снимать фильмы ужасов:

Поскольку я не был больше заинтересован в создании фильмов ужасов, я вернулся к обсуждению большого количества предложений, которые мне были сделаны раньше.
Существует некоторая информация, что Пупилло принял участие в написании сценария фильма Швеция, ад и рай 1967 года режиссёра Луиджи Скаттини. Однако подобная информация под собой имеет мало достоверных свидетельств. В 1981 году вышел срежиссированный Пупилло документальный фильм Sajana, l’audace impresa, рассказывающий о деятельности сардинских рыбаков. Фильм явился ремейком его собственного фильма 1961 года Друзья с острова.

## Фильмография
| Год  | Русское название       | Оригинальное название фильма                | Кто                |
| ---- | ---------------------- | ------------------------------------------- | ------------------ |
| 1981 |                        | Sajana, l’audace impresa                    | Режиссёр           |
| 1973 | Полнолуние девственниц | l Plenilunio delle Vergini                  | Сценарист          |
| 1970 |                        | Giovane Italia, Giovane Europa — Maeternick | Режиссёр           |
| 1969 |                        | L’amore, questo sconosciuto                 | Режиссёр           |
| 1969 |                        | L’amore, questo sconosciuto                 | Сценарист          |
| 1967 |                        | Bill il taciturno                           | Режиссёр           |
| 1965 | Месть леди Морган      | La Vendetta di Lady Morgan                  | Режиссёр           |
| 1965 | Пять могил для медиума | Cinque Tombe per un Medium                  | Режиссёр, продюсер |
| 1965 | Кровавая бездна ужаса  | Il Boia Scarlatto                           | Режиссёр           |
| 1964 |                        | L’amore primitivo                           | Сценарист          |
| 1961 | Друзья с острова       | Gli amici dell’isola                        | Режиссёр           |
| 1961 |                        | Teddy, l’orsacchiotto vagabondo             | Режиссёр           |
| 1938 | Жена булочника         | La Femme du Boulanger                       | Помощник режиссёра |